# Girov
Girov é uma comuna romena localizada no distrito de Neamţ, na região de Moldávia. A comuna possui uma área de 77.49 km² e sua população era de 5140 habitantes segundo o censo de 2007.